# 阿拉特里河
阿拉特里河（俄语：Алатырь）是俄羅斯境內的河流，也是蘇拉河的左支流，流經該國境內莫爾多瓦共和國、下諾夫哥羅德州、楚瓦什共和國。河流全長296公里，流域面積11,200平方公里。
阿拉特里河十一月至四月期間結冰，河岸城鎮有阿尔达托夫和阿拉特里。